# Nura al Fajez

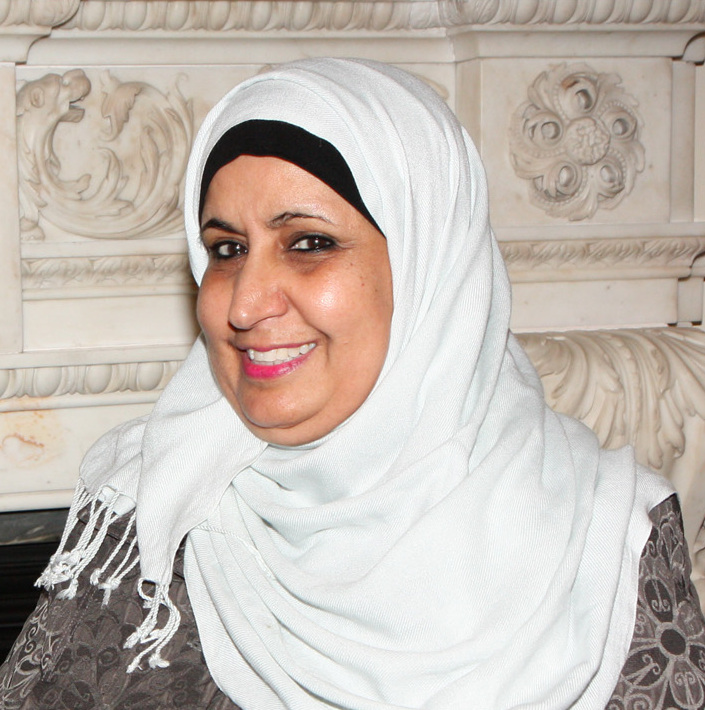
Nura al Fajez

Nura al Fajez (ur. 1956) - polityk saudyjska, wiceminister edukacji od 2009 r.
Pierwsza w historii kobieta w rządzie Arabii Saudyjskiej mianowana przez króla Abdullaha.